# Católico-patriarca de toda a Geórgia
Católico-patriarca tem sido o título dos chefes da Igreja Ortodoxa da Geórgia desde 1010. O primeiro Católico-patriarca de toda a Geórgia (em georgiano: სრულიად საქართველოს კათოლიკოს-პატრიარქი) foi Melquisedeque I (1010–1033). No séc. XV, a Igreja Ortodoxa da Geórgia foi dividida nas partes leste e oeste e, portanto, eram governadas pelo Patriarca-Católico da Geórgia oriental e pelo Patriarca-Católico da Geórgia ocidental.
Em 1801, o Reino de Cártlia-Caquécia (Geórgia Oriental) foi ocupado e anexado pelo Império Russo. Em 1811, o status autocéfalo (independência) da Igreja da Geórgia foi abolido pela Rússia e a Igreja Ortodoxa Russa assumiu sua administração.
Em 1917, a autocefalia da Igreja Ortodoxa Georgiana foi restaurada. O primeiro Católico-Patriarca de Toda a Geórgia desde a restauração da autocefalia foi Círio II Sadzaglishvili (1917–1918).
O atual Católico-Patriarca da Igreja é o Patriarca Elias II desde 1977. Seu título completo é Católico-Patriarca de Toda a Geórgia, Arcebispo de Misqueta-Tiblíssi e Metropolita de Bichevinti e Tscum-Abecásia.